# Villa Ocampo (museo)
Villa Ocampo es una casa museo ubicada en la localidad de Beccar, provincia de Buenos Aires, Argentina. Fue construida como residencia de verano para la familia Ocampo en 1891. Desde 1941 hasta 1979, fue la vivienda permanente de la escritora Victoria Ocampo, quien la donó a la UNESCO en 1973. En 1997 fue declarada Monumento Histórico Nacional.

## Villa veraniega
En 1580, poco después de la fundación de Buenos Aires, Juan de Garay hizo el reparto de 65 terrenos en la ribera norte. Con el correr del tiempo, estas propiedades fueron utilizadas para cultivos y plantaciones, hasta transformarse, ya avanzado el siglo XIX, en quintas de veraneo de familias aristocráticas porteñas. 

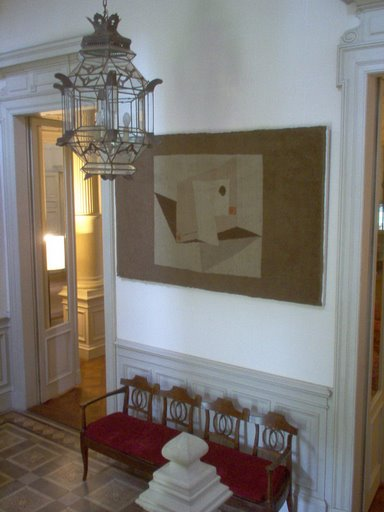
Entrada principal

Villa Ocampo está ubicada en la calle Elortondo 1837, en Beccar, en el partido bonaerense de San Isidro. Se construyó entre 1890 y 1891, sobre un terreno de diez hectáreas delimitado por la Avenida del Libertador, las calles Uriburu y Florencio Varela, y el Río de la Plata. El terreno pertenecía a Francisca Ocampo de Ocampo, quien encargó la construcción de la casa a su sobrino, Manuel Silvino Ocampo, padre de Victoria Ocampo . El  ingeniero Ocampo dotó a la casa de todos los adelantos técnicos de la época y de las comodidades necesarias para albergar a su familia  durante los veranos, que se extendían de noviembre hasta marzo.
Francisca Ocampo, que no tuvo descendencia,  dejó estipulado en su testamento que la propiedad debía pasar, luego de la muerte de Manuel y su esposa Ramona Aguirre, a manos de las cinco hijas del matrimonio: Victoria, Angélica, Francisca, Rosa y Silvina. Así, a la muerte de sus padres, las cinco hermanas Ocampo heredaron la casa y la totalidad del terreno, que fue subdividido. Hoy Villa Ocampo cuenta con un predio de aproximadamente una hectárea.
Victoria Ocampo narra en el primer tomo de su autobiografía, El Archipiélago, la historia de la casa:

Empezó antes de mi nacimiento, en 1890. Mi padre fue el arquitecto de la casa y trazó el parque, grande en esa época. Casa y parque se encuentran en las barrancas de San Isidro, a la altura de Punta Chica, a 20 kilómetros de la capital. Hoy, quedan comprendidos en el Gran Buenos Aires. La propiedad pertenecía a una de mis tía abuelas, Francisca Ocampo de Ocampo, y sólo en verano residía allí la familia. Esta familia se componía de mis tías abuelas (con quienes hemos vivido siempre), mis padres, mis hermanas (cinco) a medida que llegaban al mundo, y, al principio, mi bisabuelo. Murió de mucha edad. Yo diría que la historia de la quinta empieza con él, aunque poco tiempo pudo disfrutarla. Este bisabuelo era gran amigo de Sarmiento y administraba sus escasos bienes. Sarmiento no se ocupaba de ellos, y mi bisabuelo se obstinaba en enderezar sus finanzas caseras.

## Casa de Victoria Ocampo
Victoria Ocampo fue pionera  del racionalismo o funcionalismo en Argentina en la arquitectura y en la decoración de interiores. En 1928 encargó al arquitecto Alejandro Bustillo la construcción de una casa racionalista, hito fundacional de la arquitectura moderna en el país. Ubicada en Barrio Parque, pertenece actualmente al Fondo Nacional de las Artes.
Hacia 1935, tras la muerte de sus padres, las hermanas Ocampo heredaron en partes iguales Villa Ocampo y el terreno que la circundaba. Si bien algunos lotes fueron vendidos a terceros, Victoria y su hermana Angélica conservaron para su uso personal la casa y la hectárea de jardín que la rodea. A partir de 1941, Victoria decidió instalarse definitivamente allí. Redecoró la casa, la hizo más luminosa y austera, en un sentido vanguardista para la época, que mezcla modernidad y tradición. 
A partir de la creación de la revista Sur, Victoria Ocampo se transformó en una gran anfitriona del Cono Sur y fue precisamente en Villa Ocampo donde hospedó a muchas figuras icónicas de la cultura del siglo XX. 

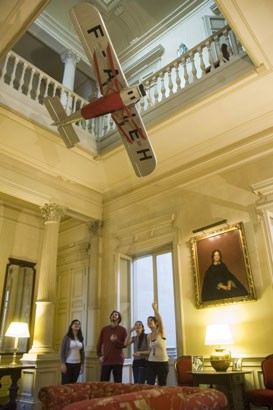
Villa Ocampo. Hall principal durante la Exposición sobre Saint Exupery.

Ocampo resumió en un pequeño texto, a los invitados que visitaron ambas residencias:

Rabindranath Tagore pasó 2 meses como huésped mío en San Isidro…  Después de ocho semanas felices pero agitadas (venía mucha gente a ver al poeta, y era necesario protegerlo e impedir que se cansara demasiado) me despedí de mi huésped que partió en un barco italiano, y me pareció que había encontrado una manera de pagarles a los escritores y artistas las alegrías que les debía. La casa que dejó Tagore se la ofrecí a Pedro Figari que pasó allí ese verano. Esto fue un comienzo. Gabriela Mistral fue mi huésped mimada todo un otoño en Mar del Plata.

En Villa Ocampo se alojaron, o pasaron días enteros, Albert Camus, Graham Greene, Roger Caillois, Julian Huxley (hermano de Aldous Huxley y primer director general de la UNESCO), María de Maeztu, la directora de la Residencia de Señoritas de Madrid, Gabriela Mistral, Ígor Stravinski, Alfonso Reyes, Saint-John Perse (Premio Nobel de Literatura en 1960), Le Corbusier, Walter Gropius, José Ortega y Gasset, Saint Exupéry, Pablo Neruda, Pierre Drieu La Rochelle, Jacques Maritain, Ernest Ansermet, Jane Bathori, André Malraux, Indira Gandhi, Federico García Lorca, María Elena Walsh, Gisèle Freund, Atahualpa Yupanqui, Tita Merello  y el director general de la UNESCO Matsuura.
Victoria Ocampo escribió en La belle y sus enamorados:

“Mi casa no tiene más gloria que la de haber visto a hombres como éste (Albert Camus) sentados en un sillón de mimbre al sol; o junto a la chimenea con una taza de café en la mano. No guardo colecciones de valiosas pinturas, de ediciones raras, de objetos coloniales de plata, etc. Sólo he coleccionado pasos y voces.”

## Villa Ocampo y la Unesco

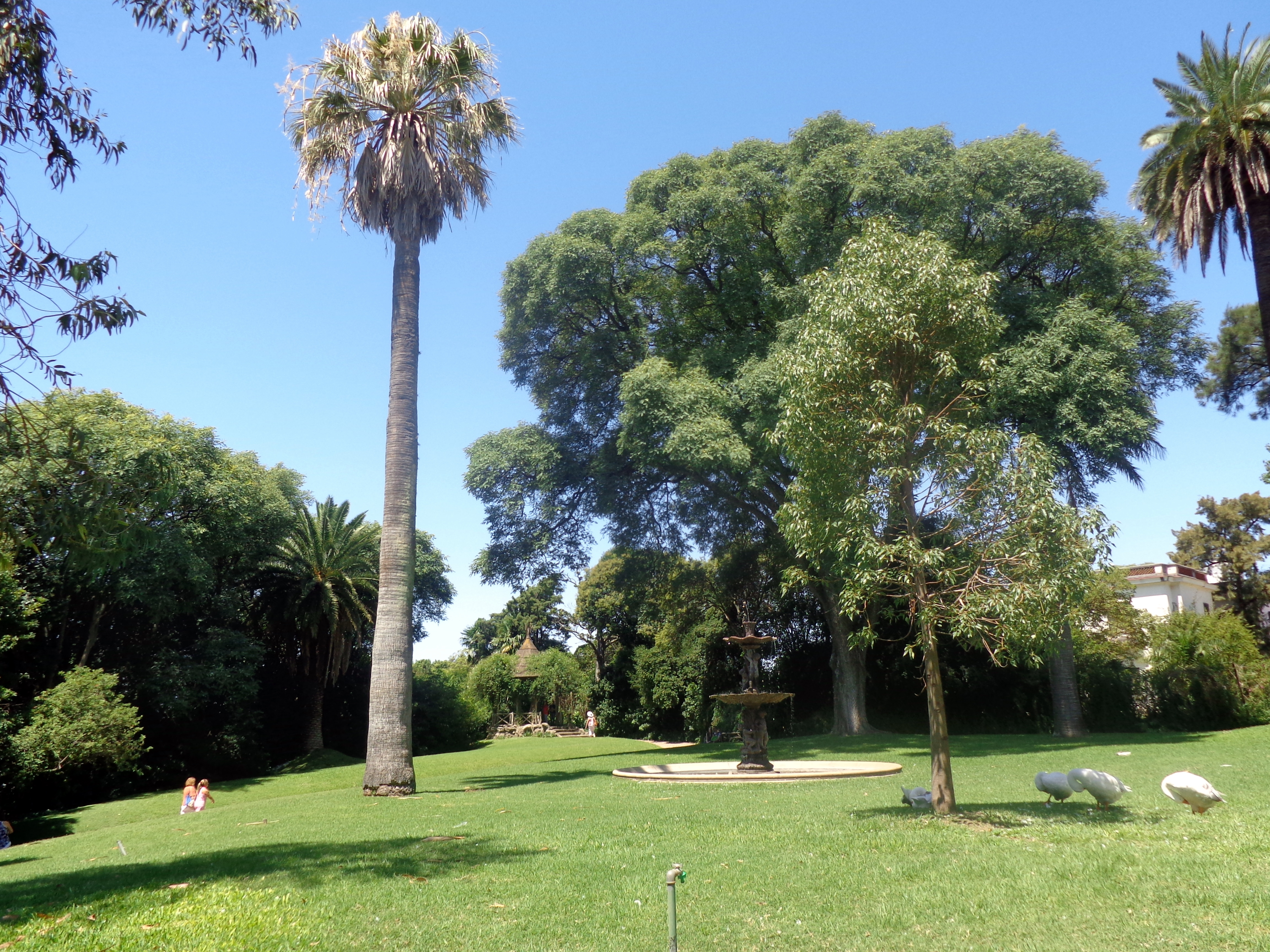
El jardín.

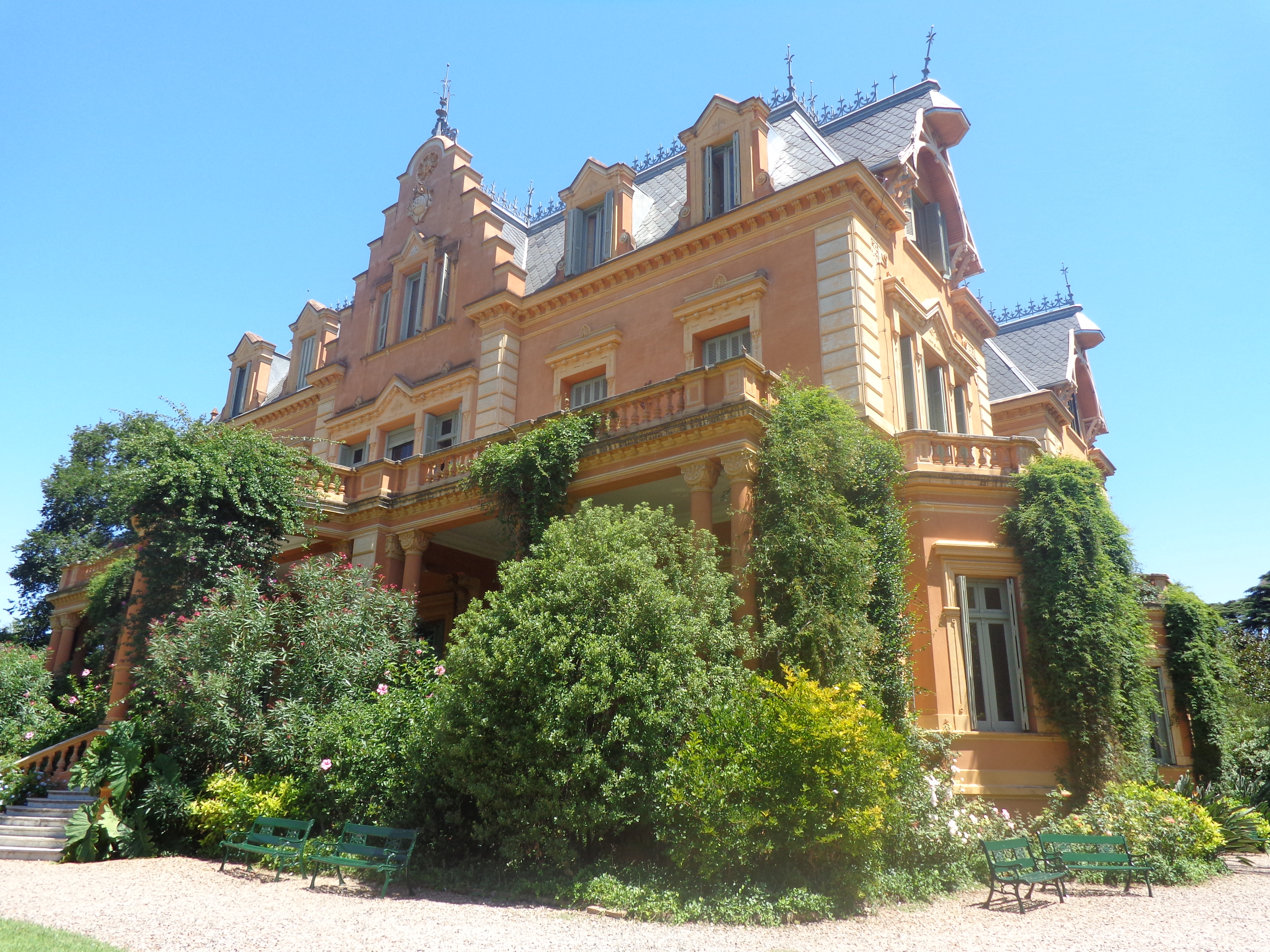

Ocampo decidió donar Villa Ocampo, y su residencia de verano en Mar del Plata, Villa Victoria, a la Organización de las Naciones Unidas para la Educación, Ciencia y Cultura, por sus siglas, Unesco. En 1973, y debido a la nueva llegada al poder del peronismo, se persuadió de hacer el importante donativo a esta organización cultural mundial. Ocampo buscó una organización internacional que fuera confiable y se preocupara por la cultura. Este fue el motivo por el cual donó ambas residencias a la Organización de las Naciones Unidas para la Educación, Ciencia y Cultura. Desde entonces, el mantenimiento de la casona y el jardín que la rodea quedaron a cargo del organismo mundial, aunque también recibió contribuciones particulares y públicas, como la hecha en 2003 por el gobierno del expresidente Néstor Kirchner, que accedió a financiar la restauración de la casa.
Tras la muerte de Ocampo en 1979, la Unesco se hizo cargo de Villa Ocampo, pero vendió la Villa Victoria inmediatamente después, previo remate de su contenido, del que no hubiera debido disponer por legado.
En 1997 el gobierno argentino declaró a Villa Ocampo Monumento Histórico Nacional.
En 2003, Villa Ocampo sufrió un gran incendio en sus techos, en el ala norte de la casa. Con ese incendio, se perdieron una gran cantidad de objetos patrimoniales entre libros, muebles y cartas. El hecho ocurrió ya que la vieja instalación eléctrica estaba en mal estado y se produjo un corto circuito en los techos de madera de la casa. Frente a este acontecimiento, la Unesco creó un ente destinado a restaurar Villa Ocampo, llamado Proyecto Villa Ocampo.
Durante el proceso de puesta en valor, que culminó en 2013, se restauraron de forma integral, el edificio, el jardín y las colecciones históricas (mobiliario, obras de arte, biblioteca y archivo) al tiempo que se modernizaron las instalaciones, incorporando infraestructura y equipamientos indispensables para recibir la visita del público general y realizar eventos culturales. 
Una vez terminada la primera etapa de la restauración, Villa Ocampo abrió sus puertas al público en 2005, con la inauguración de la planta baja. La apertura del primer piso se realizó en abril de 2008.

## Museo
Villa Ocampo funciona como casa-museo abierta al público y como laboratorio de ideas. Allí se realizan visitas guiadas al sitio histórico y diversas actividades como diálogos, debates y exposiciones.
Según informa su web oficial, Villa Ocampo funciona como Antena de la UNESCO, y su finalidad principal es contribuir al intercambio de conocimiento, promover la preservación del patrimonio, además de estimular la creatividad y la diversidad, y difundir el legado y la memoria de Victoria Ocampo.

## Planta baja

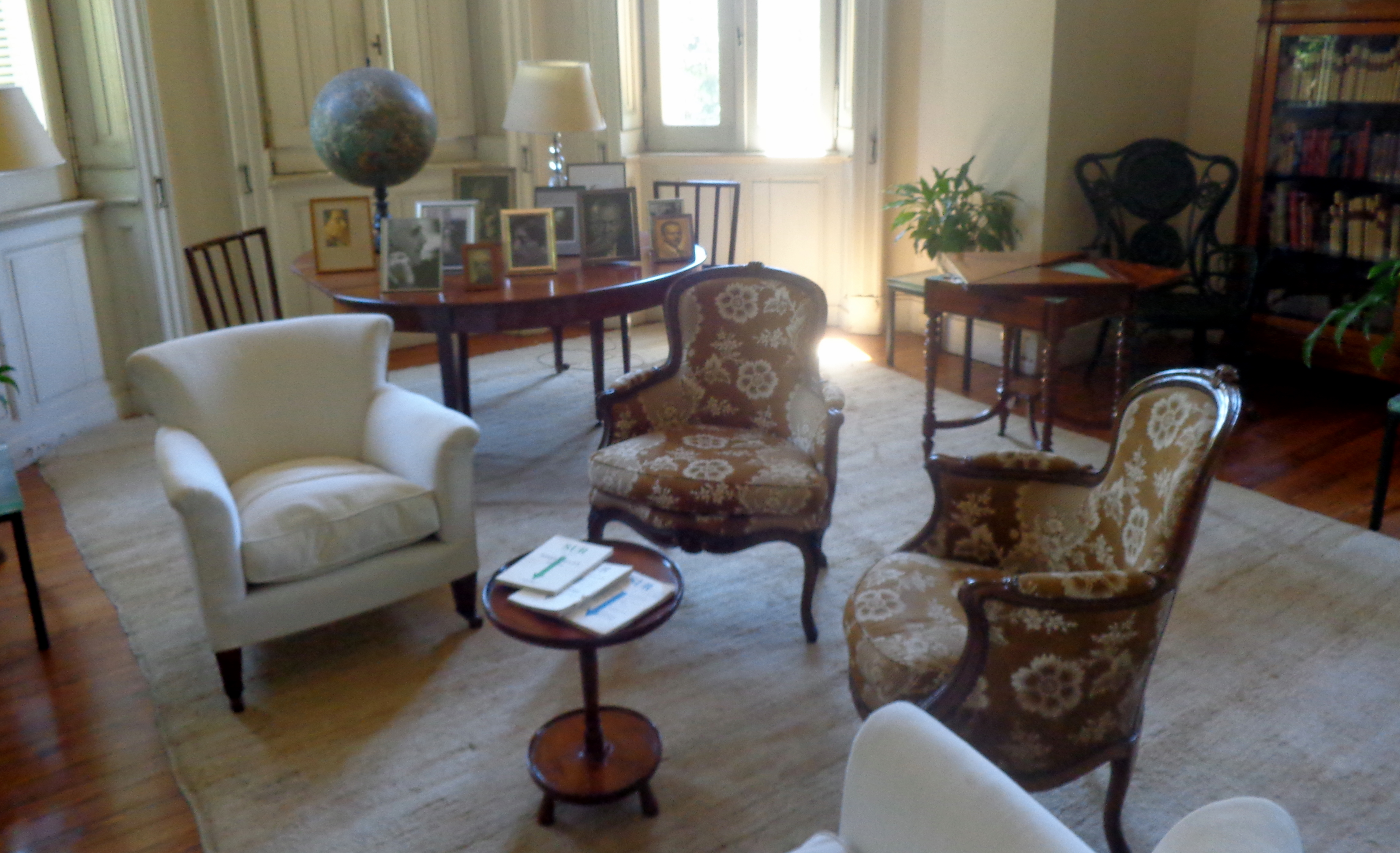

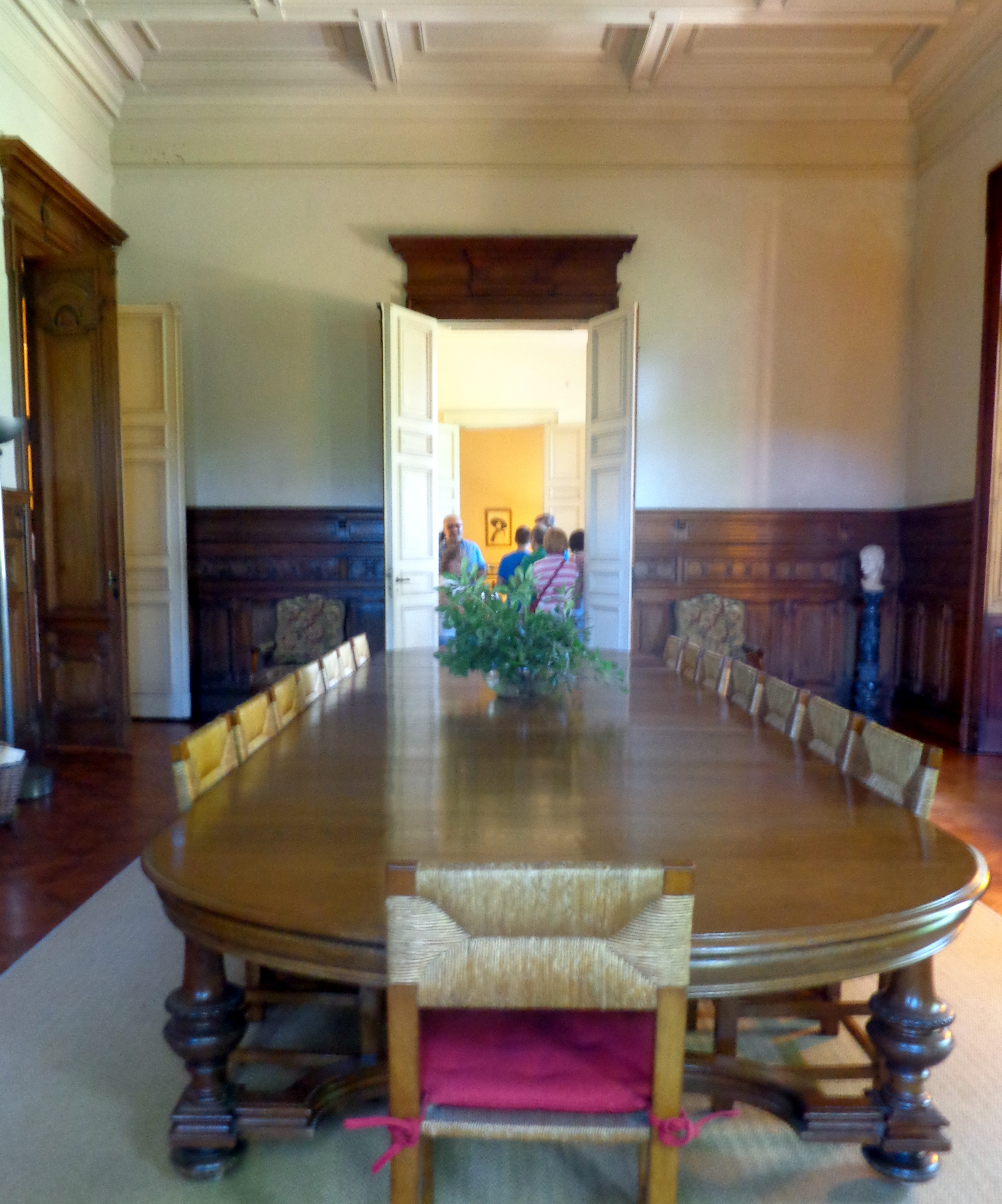

- Acceso Principal: es la entrada principal de la casa, donde se destaca un tapiz de Pablo Picasso, y un ascensor original instalado en 1913.
- Comedor: se compone de una mesa clásica para 16 personas, sillas modernas y lámparas Bauhaus colocadas por Victoria Ocampo.
- Hall Principal: destacan los retratos de los bisabuelos de Victoria, pintados por Prilidiano Pueyrredón.
- Sala de Música: se ubica un piano Steinway donde tocaron Igor Stravinsky, Federico García Lorca y Arthur Rubinstein. Además, se pueden contemplar dos retratos de Victoria, uno realizado por el pintor francés Dagnan-Bouveret y el otro por el uruguayo Pedro Figari.
- Sala de estar: es el lugar donde la dueña de casa se reunía con sus amigos, de algunos de los cuales se pueden encontrar fotografías.
- Sala Sur: era un antiguo escritorio diario, donde hay un estereoscopio, fotografía y varios retratos de Victoria Adolescente, realizados en punta seca por Helleu.

### Primer piso

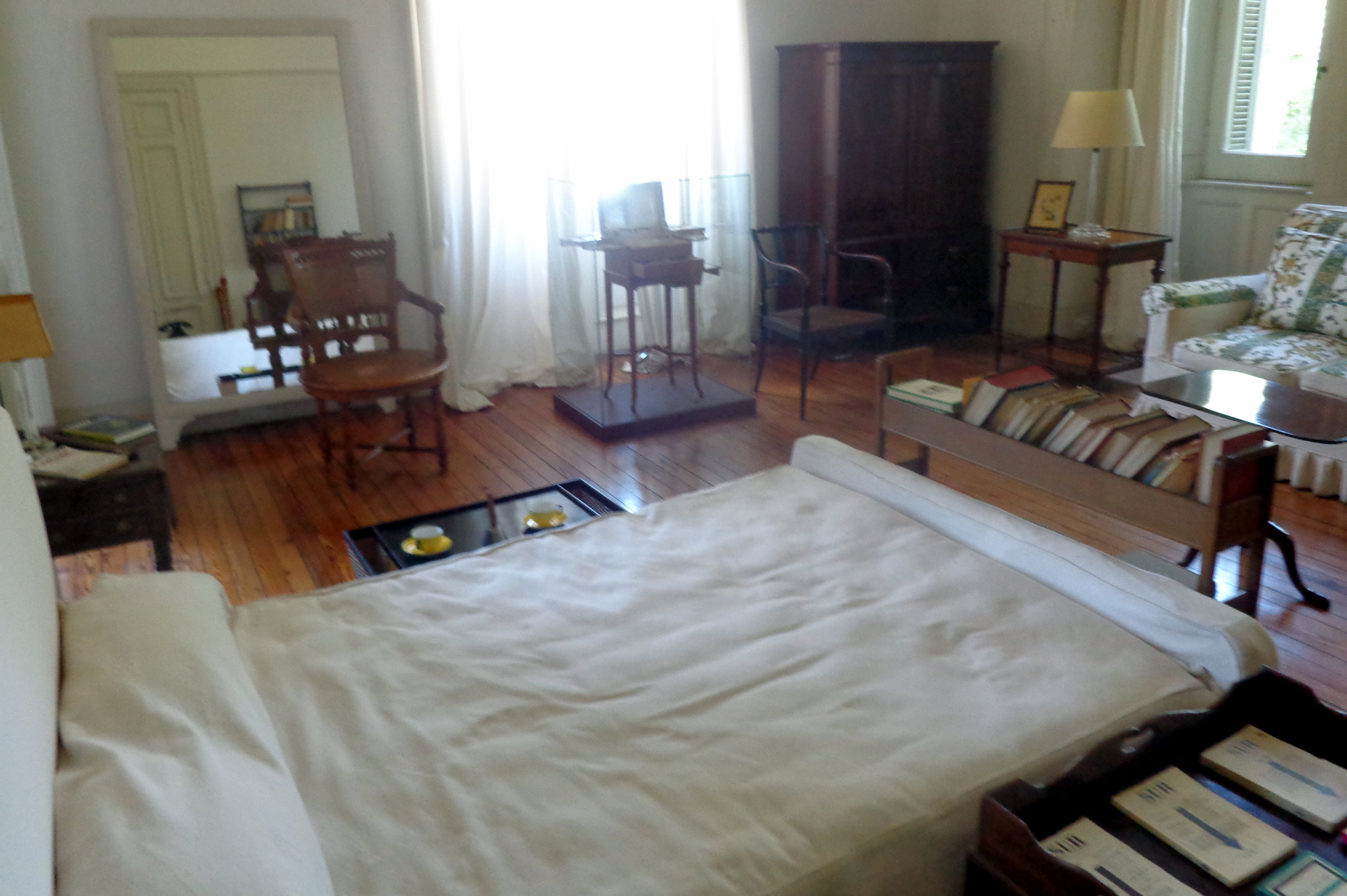
Habitación

- Habitación de Victoria Ocampo: incluye la cama, el televisor de época y un necessaire que perteneció a Victoria Ocampo, producido por la casa Mappin & Webb.
- Escritorio: está en exposición el escritorio y la máquina de escribir junto a una importante parte de la biblioteca personal de la directora de Sur.
- Sala de baño: Baño en suite íntegramente original, con el piso en deck.
- Biblioteca: Reúne la selección más sobresaliente de los libros que eran de propiedad de la escritora. Muchos de ellos son ediciones originales, con dedicatorias manuscritas de sus autores y anotaciones de puño y letra de Victoria. Aquí se realizan exposiciones periódicas con materiales originales del Centro de Documentación.[8]

Completan el piso tres cuartos que solían utilizarse como habitaciones por la madre de Victoria y por sus hermanas y hoy están habilitadas como salas de exposiciones temporarias.